# Géraud de Cordemoy
Géraud de Cordemoy (Parigi, 6 ottobre 1626 – Parigi, 15 ottobre 1684) è stato un filosofo, storico e avvocato francese.
Conosciuto maggiormente per i suoi studi inerenti alla Metafisica e per la sua teoria sul linguaggio.

## Biografia

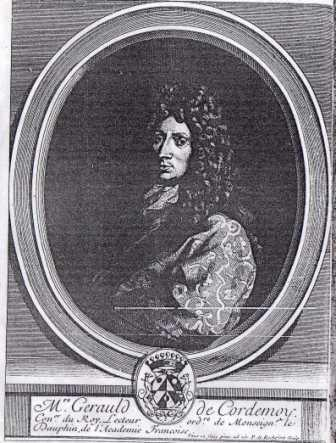
Ritratto di Géraud de Cordemoy risalente al 1704.

Géraud de Cordemoy nacque in una famiglia dell'antica nobiltà proveniente dall'Alvernia (dalla città di Royat). Fu terzo di quattro figli.
Il padre, Géraud de Cordemoy, insegnante d'arte all'Università di Parigi, morì quando il figlio aveva 9 anni.
Géraud ricoprì la professione d'insegnante privato, di linguista e d'avvocato. Egli era solito frequentare i circoli filosofici della capitale; venne a conoscenza con Emmanuel Maignan e con Jacques Rohault.
Amico e protetto di Jacques-Bénigne Bossuet, il quale anch'egli ammirava Cartesio, divenne lecteur, insegnante di re Luigi XIV, nello stesso periodo di Flèchier.
Fu eletto membro dell'Accademia francese nel 1675.

## Opere
Cordemoy è conosciuto principalmente per aver riconcepito la teoria sulla causalità di Cartesio, introducendo la definizione di causa occasionale, entro un sistema di pensiero di base essenzialmente cartesiana.
Fu, insieme a Arnold Geulincx e a Louis de La Forge, il fondatore del cosiddetto occasionalismo.

## Pubblicazioni
- Discours de l’action des corps (1664)
- Traité de l'esprit de l'homme et de ses facultez et fonctions, et de son union avec le corps. Suivant les principes de René Descartes (1666)
- Le discernement du corps et de l'âme, en six discours, pour servir à l'éclaircissement de la physique (1666). Testo online
- Discours physique de la parole (1668), trad. it. Discorso fisico della parola, Firenze, Arnaud, 1990. Testo online
- Copie d'une lettre écrite à un sçavant religieux de la Compagnie de Jésus, pour montrer: I, que le système de M. Descartes et son opinion touchant les bestes n'ont rien de dangereux; II, et que tout ce qu'il en a écrit semble estre tiré du premier chapitre de la Genèse (1668). Testo online
- Lettre d'un philosophe à un cartesien de ses amis (1672)
- Discours sur la pureté de l'esprit et du corps et par occasion de la vie innocente et juste des premiers Chrétiens (1677)
- Histoire de France, depuis le temps des Gaulois et le commencement de la monarchie, jusqu'en 987 (2 volumes, 1687–89). Complétée et publiée par son fils, Louis-Géraud de Cordemoy.
- Dissertations physiques sur le discernement du corps et de l'âme, sur la parole, et sur le système de M. Descartes (1689–90)
- Divers traitez de métaphysique, d'histoire et de politique (1691). Testo online
- Geraud de Cordemoy, A Philosophical Discourse Concerning Speech, London, 1668. Facsimile ed., with A Discourse Written to a Learned Frier (1670), introd. by Barbara Ross, 1972, Scholars' Facsimiles & Reprints, ISBN 978-0-8201-1106-3.
- Les Œuvres de feu monsieur de Cordemoy (1704). Publiées par son fils, Louis-Géraud de Cordemoy. Contiennent: Six discours sur la distinction et l'union des corps; Discours physique sur la Parole; Lettre sur la conformité du système de Descartes avec le premier chapitre de la Genèse; Deux petits traités de métaphysique; Divers petits traités sur l'histoire et sur la métaphysique; Divers petits traités sur l'histoire et sur la politique.
- Pierre Clair et François Girbal (eds.), Gérauld de Cordemoy (1626-1684). Œuvres philosophiques. Avec une étude bio-bibliographique, Presses Universitaires de France, Paris, 1968